# 梅宮辰夫
梅宮 辰夫（うめみや たつお、1938年〈昭和13年/康徳5年〉3月11日 - 2019年〈令和元年〉12月12日）は、日本の俳優、タレント、司会者、実業家。娘はモデル・タレントの梅宮アンナ。

## 生涯

### 生い立ち
梅宮の先祖は、福島県会津若松市の城下で「梅宮屋」の名前で煙草を売っていた。梅宮の祖父・辰次郎が陸軍士官学校卒業後日露戦争に従軍。妻とともに満洲・奉天市に移住。辰次郎は関東軍参謀・板垣征四郎とも懇意の仲で、祖父の葬儀では板垣が弔文を読んだ。辰次郎の次男で父の次郎は同地で生まれ、満洲医科大学を卒業し医師となった後、満州国ハルビン特別市で満鉄病院に勤務していた。梅宮のほか弟と妹それぞれ2人ずつおり、5人兄弟の長男である。一家はその後、次郎の異動により開原市（現中華人民共和国遼寧省）に移住、同地で太平洋戦争終戦を迎え、1946年に他の引揚者らとともに信濃丸で博多港に帰国。
満洲から帰国して半年後に茨城県水戸市の病院に職を見つけた父とともに一家で移住。小学校・中学校は1クラスだったが、小学4年から中学3年までの6年間はずっと番長で、生徒会長にもなり、女生徒からも人気があったという。茨城弁は訛りがキツくて嫌いで、水戸時代も茨城弁は一切使わず、東京弁で通した。茨城大学教育学部附属愛宕中学校では陸上競技をしていた。同校の後輩にはジャーナリストで評論家の立花隆がおり、立花とは後年、テレビ番組の企画で共演している。水戸移転から10年後、近くに親戚のいた品川区戸越銀座へ移住する。戸越銀座移転後、実家は内科・小児科を診療科目とする梅宮医院を開業、辰夫は跡継ぎとして期待されていたが、早稲田高等学校を経て、医学部を受験するも不合格となったため、浪人するのが嫌で、日本大学法学部に入学（後に中退）。早稲田高校時代に剣道部を創設し、喧嘩三昧。高校までは硬派で、大学2年までは童貞だったという。筆下ろしの相手はキャバレーのホステスで、銀座三丁目の寿司屋「江戸常」で逆ナンされた。
大学在学中、日東紡でモデルのアルバイトなどもしていて、その「江戸常」のゲイから東映ニューフェイス試験を薦められ、1958年（昭和33年）、東映ニューフェイス5期生に合格。当時、映画は"娯楽の王様"で、応募者は3万3000人超。五次試験まであり合格者は21人。同期には八代万智子・応蘭芳・高島新太郎・小嶋一郎・滝川潤がいる。役者になった目的は、いい女を抱くこと、いい酒を飲むこと、いい車に乗ること、きれいな海が見える一等地に家を構えることの4つ。東映へ入社し、翌年映画『少年探偵団 敵は原子潜航挺』シリーズで主演デビュー。新人時代は他に『遊星王子』等子供向けヒーロー映画に主演していた。
東映が全力で売り出していた波多伸二が1960年（昭和35年）、デビューから四作目で急死し、若手の主演級スターがいなくなり、プロデューサー・監督ら幹部クラスで波多に代わるスターの選考が行われた。ここで大半が推したのは亀石征一郎だったが、岡田茂プロデューサー（のち、東映社長）が「亀石？あいつは暗くてダメだ！梅宮がいい。あいつは仰げばどんどん上がる。ああいう奴が人気が出るんだ」と鶴の一声を発し、梅宮が東映東京撮影所（以下、東映東京）の次世代スターとして売り出されることになった。役者として4つの目標を掲げたが、脇役が長く続くようなら役者稼業は見切りを付けるつもりだったという。初主演作『殺られてたまるか』がヒットしたため、デビュー作だった三田佳子とゴールデンコンビを組み、10数本のコンビ作が量産される。しかしお互いが異性としては嫌いなタイプで、三田が東映上層部に共演拒否を申し出てコンビ解消。
以後、1964年（昭和39年）の『暗黒街大通り』までは「アクション映画」や「仁侠映画」で硬派な役柄で活躍していたが、段々私生活が派手になっていく梅宮を見て、岡田プロデューサーが梅宮の私生活に近いプレイボーイ、女を泣かす役柄をあてた。これが1965年（昭和40年）の『ひも』に始まる「夜の青春シリーズ」で、岡田は梅宮を着流し任俠路線の裏番組のエースとして起用し続けた。ここから"男を泣かせる鶴田 女を泣かせる梅宮"の名惹句が生まれた。これが同じ岡田プロデュースによる1968年（昭和43年）からの「不良番長シリーズ」に至る。不良番長役は、自分でも「俺のために用意された役だ、正に俺にしかできない役だ」と大喜びで、俄然やる気も増して、こうなったら東映東京は俺一人で背負って立つという自覚も芽生えた。1960年代半ば以降は東映京都撮影所（東映京都）で「任侠映画」が量産されたため、東映東京の看板スターだった鶴田浩二と高倉健が東映京都に行くことが多くなり、必然的に梅宮が東映東京の看板スターとなった。このため女性からのモテ方は今の芸能人の比ではなかったと話している。東映入社後から10数年間は毎日のように銀座のクラブに通った。一番通ったのは東映ニューフェイスの一年先輩・山口洋子が経営していた「姫」で、他に田村順子の「クラブ順子」、「クラブ麻衣子」「エスポワール」などによく通った。銀座はお姉ちゃんをナンパする場所と決めていたから、お姉ちゃんを口説くのに邪魔になるため、俳優仲間とはつるんでいかず、一人で行った。席に座れば、一般客そっちのけでホステスが梅宮に集まり取り合いをしたという。　
「不良番長シリーズ」は、最初の数本こそシリアス・タッチだったものの、梅宮を軸にした集団コメディの色彩は回を重ねるごとに強くなり、後に公私共に盟友となる山城新伍がコメディリリーフとして加わってからは、ますます破壊的なギャグが繰り出され、計16作が公開された。梅宮は「みなさんの中で役者・梅宮辰夫は『仁義なき戦い』の印象が強いかもしれないけど、僕の真髄は不良と女たらしを兼ねた『不良番長シリーズ』なんですよ」と述べ、自身の代表作としている。続いて主演の『夜の歌謡シリーズ』、更に1970年代からは『帝王シリーズ』などを成功させた。

### ベテラン俳優として
1972年（昭和47年）、自身が経営する事務所「梅宮企画」倒産などによる多額の借金で窮地に立たされるが、クラウディア・ヴィクトリアと再婚、同年にはアンナが誕生した。1973年（昭和48年）からは『仁義なき戦い』や東映実録路線で貫禄十分の独特の存在を醸し出した。同映画の監督、深作欣二とは同郷（茨城県水戸市）という縁もあった。
付き合いのあった山本健一のモデルを演じた『仁義なき戦い 頂上作戦』が公開された1974年（昭和49年）、36歳のときがんに罹り、睾丸腫瘍の診断を受けた。半年後、癌細胞は肺にまで転移し、末期の肺がんの診断を受け、医者の父には「息子さんの余命は2～3ヵ月」と伝えられる。抗癌剤による化学療法の奏効によって治癒し、副作用の脱毛が全く起こらず、主治医が驚いていたというエピソードがある。復帰作は珍しくエリート刑事役を演じた『県警対組織暴力』。この病気の後、梅宮は夜遊びを止め、酒を減らし、家族との時間を大事にし、早起きして料理に励むようになった。　
1975年、倉本聰に請われて『前略おふくろ様』に出演。「渋い」板前役を演じ、役柄を広げることに成功。料理に目覚めた切っ掛けはこのドラマ出演から。
1977年、大映テレビ制作の刑事ドラマ『新・夜明けの刑事』にて、温厚な人柄の刑事課長役を演じたことで新境地を開いた。以後、『明日の刑事』（1978年 - 1979年）、『スクール☆ウォーズ』（1984年 - 1985年）にも出演するなど、大映ドラマの常連俳優としても活躍する一方、『はぐれ刑事純情派』シリーズや『箱根湯河原温泉交番』シリーズなどのテレビドラマに出演し、名脇役ぶりを発揮する。

### 実業家・マルチタレント
これ以降は20代前半からの美食三昧で肥やした舌を活かし、料理人としても徐々に活路を見出して行く。
実業家・料理家としての才能にも長けており、「梅宮辰夫漬物本舗」「梅辰亭」といったブランドのフランチャイズチェーンや、名古屋で「梅宮辰夫の炭焼き家 炎園」などの事業も展開している。

### 晩年
晩年も病気がちで、2018年9月に前立腺がん、2019年1月に尿管がんの手術を受けるなど、これまで6度のがんの手術を受けた。その後も慢性腎不全で週に数回、人工透析を受けてきたが、2019年12月12日午前7時40分に慢性腎不全のため神奈川県内の病院で死去、81歳没。戒名は「浄海院和譽辰照居士」で、墓所は神奈川県鎌倉市の鎌倉霊園にある。

## 人物
- 一番思い出深い作品として1967年の任侠映画『花札渡世』（成沢昌茂脚本・監督）を挙げている[32]。作品の出来もさることながら、鰐淵晴子との共演があったからで[32]、東映は細身の女優が多く、梅宮はグラマーな女性が好みだったから、鰐淵は当時の女優では大柄でプロポーションが抜群で正に梅宮好み[32]。しかし鰐淵はステージママが娘にベッタリ付き、過度に介入して来て手が出せなかった。「この俺をときめかせた数少ない女優」などと話している[32]。
- 特技はライフルと剣道で、高校時代には剣道部の初代主将も務めた。
- 料理にかける熱はかなりのものがある。
  - オリジナルレシピノートを作成しており、レシピの総数は500種類以上にも及んでいた[33]。
  - 2001年2月13日、梅宮の運転手が仕事先の梅宮を迎えに行くため、梅宮の愛車であるメルセデス・ベンツV280（当時の販売価格で580万円）を渋谷区内の自宅近くのガソリンスタンドで給油中、カギを付けたまま休憩所に行き、戻るまでの数分間の間に車両盗難の被害に遭っているが[注釈 2]、その記者会見では「ベンツはいいから（調理器具が収まった）クッキングボックスだけは返してくれ[注釈 3]」と訴えている。その後、ベンツは発見されたが、逆にクッキングボックスは持ち去られていた。
- 1980年代後半からはバラエティにも進出。『くいしん坊万才』の6代目リポーターでレギュラー出演を皮切りに、俳優として初めて『料理の鉄人』に挑戦者として登場（1994年11月18日放送分、「鯵対決」）。道場六三郎と戦うが敗戦している。
- 釣り好きとしても知られる。梅宮本人が語るところによれば、「旧満州に住んでいた子供の頃、医師だった父と一緒に川釣りを始め、父が国立水戸病院の医師として茨城県に移った時にも那珂川でナマズとウナギなどを釣っていた」とのこと[35]。サンテレビジョンで放送される釣り番組『ビッグフィッシング』への出演を希望したことがあると言われている。自らの釣りの中心地は伊豆半島（静岡県伊東市）の八幡野とのことで[35]、熱海港に釣り船「番長」を留めている。1977年4月17日には尖閣諸島の大正島へ渡って磯釣りにも挑戦、その様子は釣り雑誌「別冊フィッシング」のカラーグラビアでも紹介された。また、毎年のように男女群島まで磯釣りに出ていた時期もあり、その様子が「クッキングパパ」第9巻に紹介されたことがある。
- 1968年（昭和43年）、3年間同棲し既に妊娠4ヶ月だった若井常代と一方的に婚約を解消[36]。同年12月に結婚した最初の妻は、銀座のクラブ「姫」のホステス・大門節子（大門節江）だが[37]、半年で離婚[37][注釈 4]。大門との結婚中に知り合った銀座のクラブで働いていた愛称"ビッキー"こと[37] 米国籍のクラウディア・ビクトリア・ルールダウ（梅宮クラウディア）と[37]、1972年にスポーツニッポンに結婚とすっぱ抜かれ[37]、同年3月に結婚した[37][注釈 5]。プロポーズの言葉は「何もしなくていい。床の間に飾っておきたい」であり、クラウディアによるとその言葉のまま52年間の結婚生活を終えたという。クラウディアには外国人女性さながらの日本人女性にはない魅力があるという。この時、クラウディアは梅宮の子を身ごもっており、その子が娘の梅宮アンナである。
- 梅宮アンナの娘の百々果は、相続税の負担を減らすために辰夫の養子となった[3]。
- 姪は梅宮万紗子。声楽家の高橋好子は母方従姉妹。その息子の高橋克典は母方の従甥（伯母の孫）である。元プレアイドルの梅宮亜須加とは遠戚である。
- 数多くの映画で共演した松方弘樹とは、釣りが趣味という共通から盟友だった。『スクール☆ウォーズ』で夫婦役として共演した和田アキ子とは「あんちゃん」「アッコ」と呼び合う兄妹のような仲だった。安岡力也からは「兄貴」と慕われ、山城新伍とは「兄弟」と呼び合う仲であった。めちゃイケのコーナー、爆烈お父さんの父で、加藤浩次演ずる加藤辰夫のモデルといわれている。
- 片岡鶴太郎の番組出演以外にも、ダウンタウンの番組にも多く出演。和田アキ子との対決企画や体を張ったコントにも積極的に出演し、妻のクラウディアとの夫婦共演やアンナとの親子共演も話題となった。『人気者でいこう!』（朝日放送）にて「芸能人格付けチェック」企画に出演した際にモニタリングにて格付けマスターの浜田雅功からは「正露丸みたいやな」と思わず突っ込んでいた。
- 秋山竜次（ロバート）の父親は東映の大部屋俳優だったことがあり[5]、『不良番長』で梅宮と共演もある[5]。秋山は「芸人として本当に悩んでいたことをかき消すきっかけとなったのが梅宮さんの"体ものまね"[38][39]。梅宮さんから『やるんだったら、中途半端じゃなく、突きつめろ。何をどうやってもいいから、ちゃんとした芸をやれ![40]』と励まされた」と言い、秋山にとって梅宮は大きな転機をいただいた恩人と語っている[38][39]。
- 1994年（平成6年）から実娘・アンナが、羽賀研二との交際を始めると、プレイボーイの羽賀との交際に公然と反対、これら三者の関係は、ワイドショーなどで盛んに取り上げられた。
- 爆笑問題の田中裕二と共演した際にスタジオの隅に呼び出し、「俺も同じ病気をやっているけど、ピンピンしている。大丈夫だから」と同じ睾丸の病を患った田中を励ました。この時、梅宮は睾丸がんを公表していなかった。
- 同じく爆笑問題の太田光には電話を掛けて「俺はあんたのこと好きだからさ。あんた、酒は飲むのかい?今度、仲間とやるバーベキューに誘ってもいいか?俺が一方的に言ってるだけだから恐縮しないでくれ」と言ったが。太田が「すいません、酒飲まないんですよ」と返答し、バーベキューの誘いは「誘って下さい」と断らなかったものの、結局は太田が酒も飲まないし忙しいだろうと気遣ったのか、そのまま実現することはなかった。自分から電話をすればよかったと梅宮が亡くなった直後の2019年12月17日に放送された自身のラジオ番組で前述の田中のエピソードと共に語っている[41]。

## 出演作品

### 映画

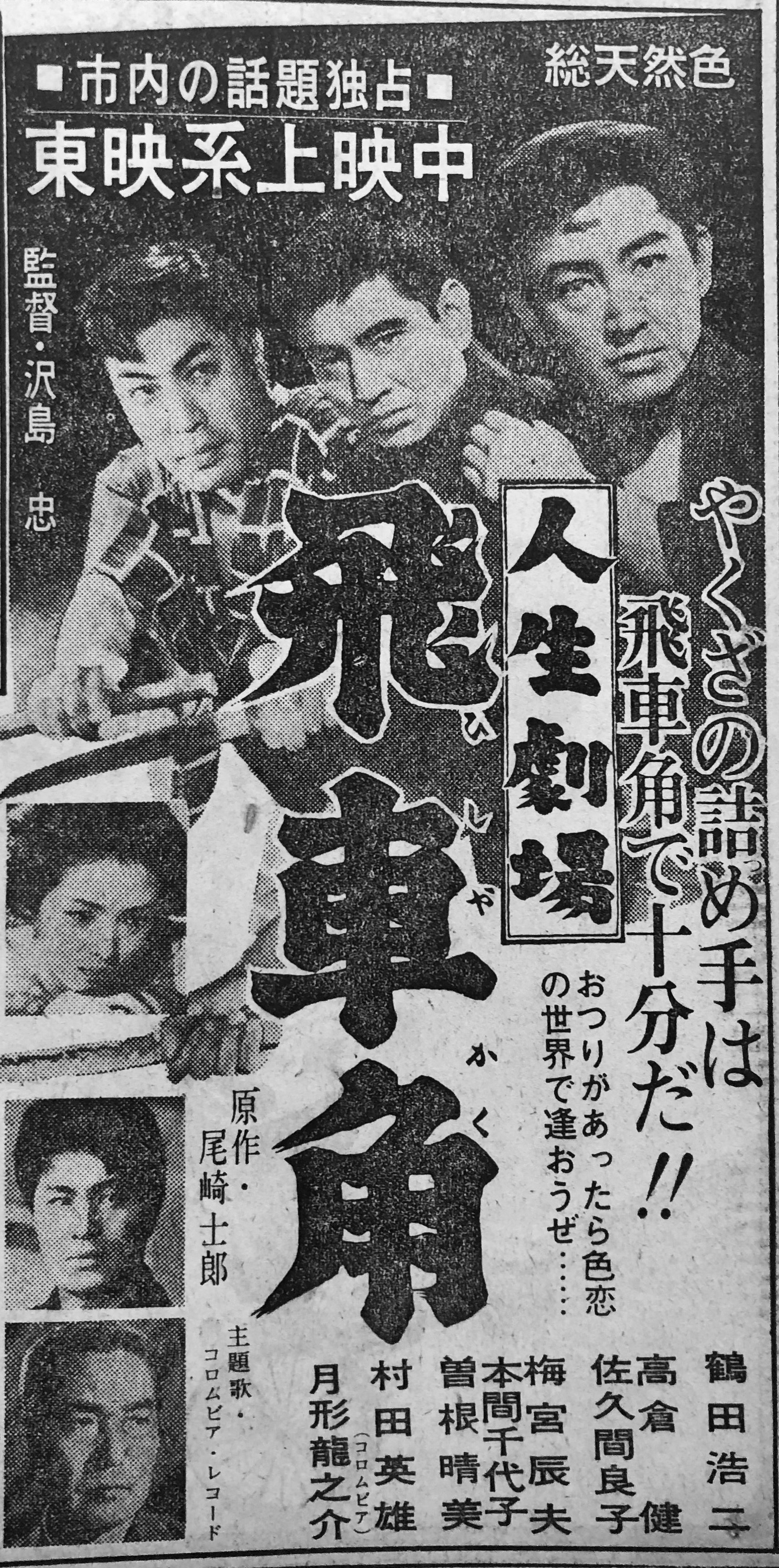
『人生劇場 飛車角』（1963年）

- 母と娘の瞳（1959年2月、東映） ※エキストラ出演
- 少年探偵団 敵は原子潜航艇（1959年、東映）
- 遊星王子（1959年、東映）
- 高度7000米 恐怖の四時間（1959年、東映）
- 拳銃を磨く男シリーズ（1959 - 1960年、東映）
- 大いなる旅路（1960年、東映）
- 殺られてたまるか（1960年、第二東映）
- ボス表へ出ろ（1960年、第二東映）
- 不死身の男（1960年、第二東映）
- にっぽんGメン 摩天楼の狼（1960年、第二東映）
- 野獣の眼（1960年、第二東映）
- 海底の挑戦者（1960年9月28日、第二東映）
- 第三次世界大戦 四十一時間の恐怖（1960年、第二東映）
- 坊ちゃん野郎　勢ぞろい　（1960年、第二東映）
- 男の地平線（1961年、第二東映）
- 俺らは空の暴れん坊（1961年、ニュー東映）
- 逆襲の街（1961年、東映）
- アマゾン無宿 世紀の大魔王（1961年、ニュー東映）
- 赤いネオンに霧が降る（1961年、ニュー東映）
- 皮ジャン・ブルース（1961年、ニュー東映）
- 霧と影（1961年、ニュー東映）
- 乾杯!ごきげん野郎!（1961年、ニュー東映）
- 八人目の敵（1961年、東映）
- 誇り高き挑戦（1962年、東映）
- 太平洋のGメン（1962年、東映）
- ギャング対ギャング（1962年、東映）
- こまどり姉妹 おけさ渡り鳥（1962年、東映）
- 暗黒街最後の日（1962年、東映）- 白川元
- ギャング対Gメン（1962年、東映）
- 裏切者は地獄だぜ（1962年、東映）
- 南太平洋波高し（1962年、東映）
- 暗黒街の顔役 十一人のギャング　（1963年　東映）
- べらんめえ芸者と丁稚社長　（1963年、東映）
- 人生劇場 飛車角（1963年、東映） - 青成瓢吉
- 人生劇場 続・飛車角（1963年、東映）
- 海軍（1963年、東映）
- パレンバン奇襲作戦（1963年、東映）
- 第八空挺部隊 壮烈鬼隊長（1963年、東映）
- ギャング対Gメン　集団金庫破り　（1963年　東映）
- 昭和侠客伝（1963年、東映） - 勝男
- 地獄命令（1964年、東映）
- 列車大襲撃（1964年、東映）
- 暗黒街大通り（1964年、東映）
- 悪女（1964年、東映）
- 廓育ち（1964年、東映）
- 夜の青春シリーズ（1965 - 1968年、東映）
  - ひも（1965年、東映）
  - いろ（1965年、東映）
  - ダニ（1965年、東映）
  - かも（1965年、東映）
  - 夜の悪女（1965年、東映）
- 孤独の賭け（1965年、東映）
- 昭和残侠伝（1965年、東映） - ゼロ戦五郎
- おんな番外地 鎖の牝犬（1965年、東映）
- 地獄の波止場（1965年、東映）
- 昭和最大の顔役（1966年、東映）
- ゴキブリ部隊（1966年、東映）
- 地獄の野良犬（1966年、東映）
- 北海の暴れ竜（1966年、東映）
- 花札渡世（1967年、東映）
- 決着（おとしまえ）（1967年、東映）
- 渡世人（1967年、東映）
- 夜の歌謡シリーズ（1967 - 1974年、東映）
- 侠客の掟（1967年、東映）
- 続・渡世人（1967年、東映）
- 網走番外地 吹雪の斗争（1967年、東映） - マサ
- 人間魚雷 あゝ回天特別攻撃隊 （1968年、東映）
- 代貸（1968年、東映）- 船越和三郎
- あゝ予科練（1968年、東映）
- 産業スパイ（1968年、東映）
- ㊙トルコ風呂（1968年、東映）
- 不良番長 シリーズ（1968 - 1972年、東映） - 主演・神坂弘
- ㊙女子大生 妊娠中絶（1969年、東映）
- 妖艶毒婦伝 お勝兇状旅（1969年、東映）
- 血染の代紋（1970年、東映）
- 関東テキヤ一家 喧嘩仁義（1970年、東映）
- 日本ダービー 勝負（1970年、東映）
- ずべ公番長 夢は夜ひらく（1970年、東映）
- 経験（1970年、東映）
- 帝王シリーズ（1970 - 1972年、東映）
  - 夜遊びの帝王（1970年、東映）
  - 女たらしの帝王（1970年、東映）
  - 未亡人ごろしの帝王（1971年、東映）
  - ポルノの帝王（1971年、東映）
  - ポルノの帝王 失神トルコ風呂（1972年、東映）
- 最後の特攻隊（1970年、東映）
- 関東テキヤ一家 喧嘩火祭り（1971年、東映）
- 夜の手配師 すけ千人斬り（1971年、東映）
- 夜のならず者（1972年、東映）
- 銀蝶渡り鳥（1972年、東映）
- 女番長ブルース 牝蜂の挑戦（1972年、東映）
- 夜の女狩り（1972年、東映）
- 昭和極道史（1972年、東映）
- 仁義なき戦いシリーズ（東映）
  - 仁義なき戦い（1973年、東映） - 土居組若頭 若杉寛
  - 仁義なき戦い 代理戦争 (1973年、東映) - 明石組幹部 岩井組組長 岩井信一
  - 仁義なき戦い 頂上作戦（1974年、東映） - 明石組幹部 岩井組組長 岩井信一
- やくざ対Gメン 囮（1973年、東映）
- 実録 私設銀座警察（1973年、東映）
- 実録安藤組 襲撃篇（1973年、東映） - 矢崎幹夫
- 山口組外伝 九州進攻作戦（1974年、東映） - 石野一郎
- 色情トルコ日記（1974年、東映）
- ルバング島の奇跡 陸軍中野学校（1974年、東映）
- あゝ決戦航空隊（1974年、東映）
- 任侠花一輪（1974年、東映）
- 安藤組外伝 人斬り舎弟（1974年、東映） - 野田進一
- 脱獄広島殺人囚（1974年、東映） - 末永勇次
- 極道社長（1975年、東映）
- 暴力金脈（1975年、東映）
- 日本暴力列島 京阪神殺しの軍団（1975年、東映） - 金光幸司
- 県警対組織暴力（1975年、東映） - 県警本部捜査第二課 海田昭一 警部補
- 資金源強奪（1975年、東映）
- 仁義の墓場（1975年、東映） - 今井幸三郎
- 子連れ殺人拳（1976年、東映）
- 沖縄やくざ戦争（1976年、東映） - 海津義明
- やくざの墓場 くちなしの花（1976年、東映） - 岩田五郎
- 実録外伝 大阪電撃作戦（1976年、東映） - 宮武平吉
- トラック野郎・望郷一番星（1976年、東映）
- やくざ戦争 日本の首領（1977年、東映） - 大阪府警察本部刑事部 捜査第四課長 福島
- 青春の門 自立篇（1977年、東宝）
- 野性の証明（1978年、角川映画）
- 雲霧仁左衛門（1978年、松竹）- 荒木十太夫
- 悪魔が来りて笛を吹く （1979年、東映）
- 総長の首（1979年、東映） - 小池勝利
- 闇の狩人（1979年、松竹） - 河津の弥市
- 真田幸村の謀略（1979年、東映） - 真田信幸
- 日本の黒幕（1979年、東映） - 小栗隆義
- 時の娘（1980年）
- 不良少年（1980年、東映）
- ミスターどん兵衛（1980年、東映）
- 徳川一族の崩壊（1980年、東映）
- ダンプ渡り鳥（1981年、東映）
- 鬼龍院花子の生涯（1982年、東映） - 山根組組長 山根勝
- 大日本帝国（1982年、東映） - ヒゲ兵曹
- 制覇（1982年、東映） - 村岡
- 卍（1983年、東映セントラルフィルム）
- 小説吉田学校（1983年、東宝） - 河野一郎
- ヘッドフォン・ララバイ（1983年、東映）
- カポネ大いに泣く（1985年、松竹＝松竹富士）
- パンツの穴 花柄畑でインプット（1985年、東映）
- 最後の博徒（1985年、東映）
- 生きてるうちが花なのよ死んだらそれまでよ党宣言（1985年、ATG）
- 化身（1986年、東映） - 能村
- 旅路 村でいちばんの首吊りの木（1986年、東宝） - 袋田警部
- 恋子の毎日（1988年、東映）
- ビー・バップ・ハイスクール 高校与太郎音頭（1988年、東映） - 校長先生
- 226（1989年、松竹） - 山王ホテルの支配人
- せんせい（1989年、松竹）
- 花の降る午後（1989年、東宝）
- はぐれ刑事純情派（1989年、東映）
- 首領になった男（1991年） - 坂口義一
- 略奪愛（1991年、東映） - 白石喜久造
- 継承盃（1992年、東映） - 花村利光
- 新極道の妻たち 覚悟しいや（1993年、東映） - 五代目千之崎組組長 野木万之助
- 首領を殺った男（1994年、東映）- 浜田・刑務所内 鉄砲玉・杉本
- やくざ道入門（1994年、バンダイビジュアル）
- 流れ板七人（1997年、東映）
- 実録・新宿の顔 新宿愚連隊物語（1997年3月） - 津村冶兵衛
- ドリームメーカー（1999年、東映） - マサトの父 杉浦勝美
- 新宿やくざ狂犬伝 一匹灯（1999年） - 西村光輝
- 女侠 夜叉の舞い（2000年） - 薬師寺
- 実録・ヒットマン 妻その愛（2002年） - 大山
- KUMISO 組葬（2002年）
- 特命係長 只野仁 最後の劇場版（2008年、松竹） - 黒川重蔵
- 明日泣く（2011年）

### テレビドラマ
- 鯉名の銀平（1963年、NET）
- 虹の設計（1964年 - 1966年、NHK総合）
- 家族会議（1964年 - 1965年、日本テレビ）
- 三匹の侍（1966年、フジテレビ）
- 日本剣客伝 第9話「沖田総司」（1968年、NET・東映）
- あゝ忠臣蔵（1969年、関西テレビ・フジテレビ） - 堀部安兵衛
- プレイガールシリーズ （12ch・東映)
  - プレイガール - 次回予告のナレーター（第1話から第38話まで担当。以下は劇中に登場（ゲスト出演）した放送話）
    - 第12話「女の裸は高くつく」（1969年）
    - 第16話「女は悪魔に首ったけ」（1969年）
    - 第58話「女一匹恋狂い」（1970年）
    - 第162話「おとこ泣かせ裸のヴィーナス」（1972年） - 田辺竜夫

  - プレイガールQ（1975年） 
    - 第14話「女極道うらみ節」（1975年） - 伊吹信太郎
    - 第40話「暴力刑事罷り通る」（1975年）  - 八坂刑事
- フラワーアクション009ノ1 第1話「日本爆破アンタッチャブル」（1969年、フジテレビ・東映） - キャプテンダーク
- ゴールドアイ 第4話「逃亡者の子守唄」（1970年、日本テレビ・東映）※友情出演
- 座頭市物語 第16話「赤城おろし」（1975年、フジテレビ・勝プロ）
- 夜明けの刑事 第28話「死を宣告された夫」（1975年、TBS/大映テレビ） - 本宮
- 前略おふくろ様（1975年 - 1976年、日本テレビ） - 村井秀次
- 新・夜明けの刑事（1977年、TBS・大映テレビ） - 浅倉課長
- 明日の刑事（1977年 - 1979年、TBS・大映テレビ） - 浅倉課長
- 江戸プロフェッショナル・必殺商売人（1978年、朝日放送） - 新次
- 坂部ぎんさんを探して下さい（1978年10月5日、読売テレビ） - 白石守
- 年の始めの（1979年、NHK総合） - 東義彦
- 男たちの旅路 第4部 第2話「影の領域」（1979年11月17日、NHK） - 磯田順一
- 新・江戸の旋風 第1話「誓いの八丈太鼓」（1980年、フジテレビ・東宝） - 朝吉
- 鉄道公安官 第40話「追撃!殺人警官」（1980年、テレビ朝日・東映）
- 大激闘マッドポリス'80（1980年、日本テレビ・東映） - 松村兵助
- 木曜ゴールデンドラマ「俺たちの明日〜坂本竜馬、中岡慎太郎!!幕末に散った壮絶な青春〜」（1980年、読売テレビ） - 西郷隆盛
- 特命刑事 (1980年、日本テレビ・東映) - 松村兵助
- 桃太郎侍 （NTV・東映）
  - 第180話「南蛮火薬に火をつけろ！」（1980年）- 島造＝鉄五郎
  - 第234話「金の鯱鉾の女」（1981年） - 三浦宗一郎
- さよならお竜さん（1980年、毎日放送）
- 陽気な逃亡（1980年、フジテレビ） - 藤村大作
- 悪党狩り 第16話「残侠の未練花」（1981年、テレビ東京） - 伊三郎
- 警視庁殺人課（1981年、テレビ朝日・東映） - 平田捜査一課長
- 時代劇スペシャル（フジテレビ）
  - 風車の浜吉捕物綴（1981年、映像京都・俳優座映画放送）
  - 傘次郎・新子捕物日記（1981年、勝プロ） - 山田朝右衛門
    - 傘次郎新子捕物日記 夫婦十手（1982年、勝プロ） - 山田朝右衛門

  - ザ・ヤジキタ（1982年、東映） - 西郷隆盛
  - 佐武と市捕物控（1981年 - 1982年、東映） - 市
  - 乾いて候 お毒見役必殺剣（1984年、東映） - 山内伊賀亮
- 刑事ヨロシク（1982年、TBS系） - 神波班長
- 大江戸捜査網 第544話「甘い誘惑 毒殺人名録」（1982年、テレビ東京・三船プロ） - 三谷佐之介
- 君は海を見たか（1982年、フジテレビ） - 松下課長
- 銀河テレビ小説（NHK総合）
  - 夢見る頃を過ぎても（1983年） - 敬三
- 風の中のあいつ（1984年、日本テレビ）
- スクール☆ウォーズ 〜泣き虫先生の7年戦争〜（1984年10月 - 1985年4月、大映テレビ・TBS） - 下田大三郎
- 子供達は森に隠れる（1984年、NHK総合）
- スタア誕生（1985年、大映テレビ・フジテレビ） - 加賀幸平
- このこ誰の子?（1986年 - 1987年、大映テレビ・フジテレビ） - 鶴田治
- ザ・ハングマン6（1987年、朝日放送・松竹芸能） - アンクル＝本庄剣次郎
- ハングマンGOGO（1987年、朝日放送・松竹芸能） - アンクル＝本庄剣次郎
- ザ・スクールコップ（1988年、大映テレビ・フジテレビ） - 多摩少年院院長・戸塚健一郎
- とんぼ（1988年、TBS） - 竹尻建造（特別出演）
- ゴメンドーかけます（1989年、フジテレビ） - 大島秀次郎
- はぐれ刑事純情派（1988年4月 - 2009年、テレビ朝日） - 横溝重忠署長
- 奇兵隊（1989年12月、日本テレビ） - 西郷隆盛
- びんた（1990年、TBS系） - 花井清次郎
- 火曜サスペンス劇場「悪夢の五日間」（1990年8月14日放送、日本テレビ・トムソーヤ企画）
- いのち草（1990年 - 1991年、読売テレビ）
- スクールウォーズ2（1990年9月 - 1991年1月、大映テレビ・TBS） - 柴田（夫）
- 検事・若浦葉子 第12話「娘を捨てた21年間…再会がレイプ現場!?」（1991年、日本テレビ）
- 名奉行 遠山の金さん 第4シリーズ 第8話「素浪人 最後の勝負」（1992年1月16日、テレビ朝日・東映） - 花山大四郎
- ララバイ刑事（1991年10月 - 1992年4月、テレビ朝日・大映テレビ） - 萩原賢造課長
- 裸の大将 第55話「清の桃太郎鬼退治」（1992年、KTV / 東阪企画） - 田川
- 四匹の用心棒 (4) かかし半兵衛ひとり旅 (1992年、ANB / 東映) - 不知火の岩五郎
- ボクたちのドラマシリーズ 放課後（1992年、フジテレビ） - 秋山宗一郎
- 十津川警部シリーズ (渡瀬恒彦)「上野駅殺人事件」（1993年） - 内藤
- 付き馬屋おえん事件帳 第2シリーズ 第12話「吉原を潰せ!」（1993年、松竹・テレビ東京） - 遠山左衛門尉
- 赤い迷宮（1993年、TBS） - 酒井俊太朗
- 大忠臣蔵（1994年、TBS） - 留吉
- カミング・ホーム（1994年、TBS） - 城田晋太郎
- 揺れる想い（1995年、TBS） - 岩城伍郎
- 金のたまご（1997年、TBS） - 山口貞夫
- 金曜エンタテイメント「ダブルカップル探偵」（1999年6月25日、フジテレビ）
- おばさん会長・紫の犯罪清掃日記 ゴミは殺しを知っているシリーズ（2000年 - 2010年、TBS） - 御乃木三造
- 火曜サスペンス劇場「箱根湯河原温泉交番」（2003年 - 2005年、日本テレビ） - 清家保
- 特命係長 只野仁（2003年 - 2012年、テレビ朝日／2017年、AbemaTV） - 黒川重蔵
- 逃亡者 木島丈一郎（2005年、フジテレビ） - 山城
- 拝啓、父上様（2007年、フジテレビ）
- 水曜ミステリー9「女かけこみ寺 刑事・大石水穂」（2008年 - 2009年、テレビ東京）
- 裸の大将〜宮崎篇〜宮崎の鬼が笑うので〜（フジテレビ、2008年5月24日）
- 金曜プレステージ 「日向夢子調停委員事件簿5」（2008年） ‐ 日向善造
- 新春歴史スペシャル「知られざる幕末の志士 山田顕義物語」（2012年1月2日、毎日放送） - 伊藤博文
- 菜の花ラインに乗りかえて（2013年10月、NHK BSプレミアム） - 鴨川善三郎
- やすらぎの刻〜道（2019年 - 2020年、テレビ朝日） - 菊村栄一 ※遺作[42]

### テレビアニメ
- 内閣権力犯罪強制取締官 財前丈太郎（テレビ朝日） - アバンナレーション

### バラエティ
- 徹子の部屋（テレビ朝日） - 1979年11月2日、1982年11月25日、1996年4月5日
- 梅宮辰夫の美女に乾杯（テレビ東京系列）
- くいしん坊!万才（フジテレビ） - 1985年1月6日 - 1987年12月30日※6代目レポーター（623回出演）
- 新伍のお待ちどおさま（TBS） - レギュラー出演、料理のコーナーも担当
- アッコのかるーく見てみたい（TBS）
- クイズ地球まるかじり（テレビ東京） - 解答者
- 料理の鉄人（フジテレビ）
- 世界の超豪華・珍品料理（フジテレビ） - 準レギュラー出演
- 梅辰どんぶり亭シリーズ（中京テレビ）
- 鶴ちゃんのトッピング（日本テレビ）
- 梅辰亭・今夜は看板!（テレビ東京）
- 壮絶バトル!花の芸能界（日本テレビ）
- 痛快!買い物ランドSHOPJIMA（東京テレビランド制作、テレビ東京ほか）
- めちゃ×2イケてるッ!（フジテレビ）
- ザ・レターズ〜家族の愛にありがとう（フジテレビ） - レギュラー
- 徳光和夫の感動再会"逢いたい"（TBS）
- コレってアリですか?（日本テレビ）
- 料理バンザイ（テレビ朝日）
- 芸能人格付けチェック（朝日放送制作、テレビ朝日系列）46回挑戦 通算戦績17勝29敗
- ペケ×ポン（フジテレビ）
- ダウンタウンのガキの使いやあらへんで絶対に笑ってはいけないシリーズ（日本テレビ）

### CM
- ジャスコ（現：イオン） （1983年）
- パフィ（不二家） - 宇沙美ゆかり・本田恭章と共演
- バブルスター（原ヘルス工業） - 千葉真一・松方弘樹・北大路欣也・山城新伍と共演
- アサヒスーパードライ (アサヒビール)
- タカラ本みりん（宝酒造）
- 蒟蒻と海草サラダ（エバラ食品） - 娘・アンナと共演
- カップスター（サンヨー食品、2010年）
- マジックブレット（ショップジャパン、2014年）
- 本郷美術骨董館
- カップヌードル「STAYHOT かわいい」篇（日清食品、2015年）

### Vシネマ
- 殺しのメロディ Lady Smith（1990年）
- 河内残侠伝 軍鶏（1991年）
- ジゴロ・コップ 六本木・赤坂 美少年倶楽部（1991年） - 主演・総理府直轄外事特別遊撃隊 秘密特捜官
- 塀の中の懲りない奴ら!（1993年）
- 極道おとこ塾（1995年） - 元極道 ※特別出演
- 修羅がゆく4 東京大戦争（1997年） - 関東木曜会最高顧問 武山勝茂 （※特別出演）
- 示談屋（2000年） - 八頭竜会会長 竜島八十吉
- 殺し屋PAZUZU（2000年） - 漁師
- 日本極道史 誇り高き戦い（2000年）- 森田組 徳丸房次郎
- 広島やくざ戦争 シリーズ（2000年・2001年） - 笹岡市 浅沼組組長 浅沼真一
  - 実録・広島やくざ戦争（2000年8月）
  - 広島やくざ戦争 完結編（2000年10月）
  - 続・広島やくざ戦争 流血!第三次抗争勃発!（2001年）
- 実録・絶縁（2001年） - 三代目山王会会長 竜造寺誠道
- 九州マフィア外伝（2001年） - 沢村
- 修羅の群れ（2002年） - 関山組組長 関山勝
- 実録・大阪やくざ戦争 報復（2002年） - 三代目山王会会長 竜造寺誠道
- 実録・山陽道やくざ戦争 覇道 完結編（2002年）
- 六本木 錬金の帝王 カポネ（2003年）
- 実録・東北やくざ戦争 覇桜の道（2003年） - 城東組関山一家 田畑組組長 田畑梅五郎
- やくざの詩 OKITE 掟（2003年） - 岡弘志
- 梁山泊 ファミリー（2003年）
- 実録・広島四代目 シリーズ（2004年） - 森田俠市
  - 実録・広島四代目 第一次抗争編（2004年）
  - 実録・広島四代目 第二次抗争編（2004年）
  - 実録・広島四代目 抗争完結編（2004年）
- 新・日本の首領（2004年 - 2006年、全9巻） - 遠山建設社長 遠山実
- 実録・籠寅三代目 合田幸一 シリーズ（2004年） - 籠寅二代目
  - 実録・籠寅三代目 合田幸一 任侠修業篇（2004年）
  - 実録・籠寅三代目 合田幸一 名門継承篇（2004年）
  - 実録・籠寅三代目 合田幸一 関西二十日会篇（2004年）
- 実録・東声会 初代・町井久之 暗黒の首領（2006年） - 加賀組組長 加賀三郎 （※特別出演）
- デコトラの鷲 其の五 火の国熊本親子特急便（2008年）
- 千年の松 完結編（2009年） - 荒武連合総長 御堂貴臣
- 日本統一 1 - 3（2013年） - 五代目至誠会会長 川端忠雄

## 音楽

### シングル
| 発売日                             | 規格             | 規格品番         | 面                 | タイトル               | 作詞             | 作曲             | 編曲             |
| ビクター音楽産業                   | ビクター音楽産業 | ビクター音楽産業 | ビクター音楽産業   | ビクター音楽産業       | ビクター音楽産業 | ビクター音楽産業 | ビクター音楽産業 |
| ---------------------------------- | ---------------- | ---------------- | ------------------ | ---------------------- | ---------------- | ---------------- | ---------------- |
| 1962年                             | EP               | VS-753           | A                  | 母恋いやくざ           | 川内康範         | 渡久地政信       | 渡久地政信       |
| 1962年                             | EP               | VS-753           | B                  | 銀座の風来坊           | 宮川哲夫         | 松井八郎         | 寺岡真三         |
| 日本コロムビア                     |                  |                  |                    |                        |                  |                  |                  |
| 1966年                             | EP               | SAS-678          | A                  | 遊侠三代               | 西沢爽           | 船村徹           |                  |
| 1966年                             | EP               | SAS-678          | B                  | さかずき節             | 西沢爽           | 船村徹           |                  |
| 1966年9月                          | EP               | SAS-781          | A                  | 夢は夜ひらく           | 補：西沢爽       | 補：船村徹       |                  |
| 1966年9月                          | EP               | SAS-781          | B                  | 憎いあん畜生           | 西沢爽           | 船村徹           |                  |
| テイチクレコード                   |                  |                  |                    |                        |                  |                  |                  |
| 1968年                             | EP               | A-21             | A                  | 番長シャロック         | 大町志郎         | 島豊             | 池田孝           |
| 1968年                             | EP               | A-21             | B                  | 盃よお前だけ           | 尼子成夫         | 加納光記         | 島豊             |
| 1968年                             | EP               | A-32             | A                  | 番長ブルース           | もず唱平         | 不祥             | 島豊             |
| 1968年                             | EP               | A-32             | B                  | おれは番長             | もず唱平         | 島豊             | 池田孝           |
|                                    | EP               | A-39             | A                  | 番長新宿仁義           | 志賀大介         | 島豊             | 池田孝           |
| B                                  | EP               | A-39             | 夢は夜ひらく       | 曽根幸明               | 志賀大介         | 山倉たかし       |                  |
|                                    | EP               | A-45             | A                  | 番長数え唄             | 志賀大介         | 島豊             | 池田孝           |
| B                                  | EP               | A-45             | 野良犬             | 永田恵秋               | 山室敏男         | 山倉たかし       |                  |
|                                    | EP               | A-48             | A                  | 男・番長流れ星         | 志賀大介         | 山室敏男         | 山倉たかし       |
| B                                  | EP               | A-48             | 番外地ブルース     | 不祥                   | 志賀大介         |                  | 山倉たかし       |
| 1970年                             | EP               | A-55             | A                  | ダイナマイト・ロック   | 志賀大介         | 島豊             | 島豊             |
| 1970年                             | EP               | A-55             | B                  | ウッシッシ節           | 志賀大介         | 島豊             | 上野正雄         |
| 1970年                             | EP               | A-63             | A                  | シンボル・ロック       | 志賀大介         | 藤本卓也         | 藤本卓也         |
| 1970年                             | EP               | A-63             | B                  | 夜は俺のもの           | 志賀大介         | 藤本卓也         | 藤本卓也         |
|                                    | EP               | A-69             | A                  | 梅宮辰夫の東京流れ唄   | 志賀大介         | 島豊             | 島豊             |
| B                                  | EP               | A-69             | 番長               | 山室敏男               | 志賀大介         | 池田孝           |                  |
|                                    | EP               | A-71             | A                  | 柄じゃなかった恋なんか | 志賀大介         | 島豊             | 島豊             |
| B                                  | EP               | A-71             | 男泣かせの霧が降る |                        | 志賀大介         | 島豊             | 島豊             |
| 1971年                             | EP               | A-73             | A                  | 辰ちゃんの青春日記     | 志賀大介         | 島豊             | 島豊             |
| 1971年                             | EP               | A-73             | B                  | 辰兄いの三度笠         | 志賀大介         | 島豊             | 島豊             |
| 1971年                             | EP               | A-77             | A                  | 悔恨の唄               |                  |                  |                  |
| 1971年                             | EP               | A-77             | B                  | さすらいのワルツ       |                  |                  |                  |
|                                    | EP               | A-80             | A                  | 生きて行こうよ         | 志賀大介         | 島豊             | 斉藤恒夫         |
| B                                  | EP               | A-80             | ジンと来るんだ     |                        | 志賀大介         | 島豊             | 斉藤恒夫         |
| 1973年1月                          | EP               | A-81             | A                  | 盛り場番長             | 志賀大介         | 太田いくを       | 成田征英         |
| 1973年1月                          | EP               | A-81             | B                  | 人生劇場               | 佐藤惣之助       | 古賀政男         | 池田孝           |
| ユニオンレコード                   |                  |                  |                    |                        |                  |                  |                  |
| 1973年                             | EP               | US-786           | A                  | ひとり街               |                  |                  |                  |
| 1973年                             | EP               | US-786           | B                  | 親無し子守唄           |                  |                  |                  |
| ミノルフォンレコード               |                  |                  |                    |                        |                  |                  |                  |
| 1975年6月                          | EP               | KA-554           | A                  | もてたつもりの数え唄   | 白井章生         | 浜口庫之助       | 小杉仁三         |
| 1975年6月                          | EP               | KA-554           | B                  | 女町みれん             | 白井章生         | 浜口庫之助       | 小杉仁三         |
| ポリドールレコード／日本コロムビア |                  |                  |                    |                        |                  |                  |                  |
| 1982年                             | EP               | 7DX-1187         | A                  | つよがり               | 伊井田朗         | 徳久広司         | 斉藤恒夫         |
| 1982年                             | EP               | 7DX-1187         | B                  | 男ひとり               | 伊井田朗         | 徳久広司         | 斉藤恒夫         |

### アルバム
| 発売日           | 規格             | 規格品番         | アルバム |
| テイチクレコード | テイチクレコード | テイチクレコード | テイチクレコード |
| ---------------- | ---------------- | ---------------- | --- |
|                  | LP               | ASL-1            | 不良番長 SIDE A： 1. 番長シャロック 2. 番外地ブルース 3. 番長小唄 4. 番長流れ星 5. 夢は夜ひらく 6. 旅姿三人男 SIDE B： |
|                  | LP               | ASL-3            | 夜遊びの帝王 SIDE A： 1. 梅宮辰夫の東京流れ唄 2. 夜は俺のもの 3. シンボルロック 4. 新宿子守唄 5. 柄じゃなかった恋なんか 6. 男泣かせの霧が降る SIDE B： 1. ダイナマイトロック 2. 番長 3. デカンショロック 4. 不良番長「すっ飛び野郎」 5. ウッシッシ節 6. 親のない子 |
|                  | LP               | AT-1             | 人生劇場／不良番長 SIDE A： 1. 人生劇場 2. 男の純情 3. 緑の地平線 4. 裏町人生 5. 船頭小唄 6. 人生の並木路 7. 夕映えの駅 SIDE B： 1. 番長シャロック 2. 人に恥じよのブルース 3. 男番長ネオン町 4. すねものブルース 5. 盛り場番長 6. 生きて行こうよ 7. ジンと来るんだ |
| ユニオンレコード |                  |                  | |
| 1973年           | LP               | ULP-2012         | 男の演歌 SIDE A： 1. ひとり街 2. 裏町酒場 3. さすらい 4. 霧笛が俺を呼んでいる 5. 錆びたナイフ 6. 男なら SIDE B： 1. 唐獅子牡丹 2. 網走番外地 3. 仁義 4. 親無し子守唄 5. 東京流れ者 6. 花と竜                                                                       |
| MW RECORDS       |                  |                  | |
| 2018年1月24日    | LP               | DLCR-18013       | 梅宮辰夫ザ・ベスト 1. 番長シャロック 2. ダイナマイトロック 3. 番長ブルース 4. シンボルロック 5. ウッシッシ節 6. 番外地ブルース 7. 夜は俺のもの 8. 旅姿三人男 9. 十九の春 10. 少し遠くて少し近くて                                                                  |
| 2018年1月24日    | CD               | DLCR-18013       | 梅宮辰夫ザ・ベスト 1. 番長シャロック 2. ダイナマイトロック 3. 番長ブルース 4. シンボルロック 5. ウッシッシ節 6. 番外地ブルース 7. 夜は俺のもの 8. 旅姿三人男 9. 十九の春 10. 少し遠くて少し近くて                                                                  |

## 著作
- 『不良役者　梅宮辰夫が語る伝説の銀幕俳優破天荒譚』双葉社、2019年。ISBN 978-4-575-31503-5。 - 遺著